# WOWOW
WOWOW(와우와우)는 일본의 BS위성사업자 중 하나이다.

## 개요
- 프리미엄 유료 채널을 송출하는 방송사이기 때문에 스페인리그 방송이나 일부 논스크램블[1] 애니메이션 방송시에만 광고를 내보내며 이런 이유로 일부 광고주들은 WOWOW에서 방송시간을 사들여 논스크램블 애니메이션에서 광고를 내보내고 있다.
- 1991년 개국 당초의 목표인 「5개의 S」는, 스크린(영화), 사운드(음악), 스테이지(연극),스포츠, 쇼핑이었으며 그 후, 쇼핑 프로그램을 축소하는 대신 영화나 외국축구 등을 중심으로 편성하는 기본방침은 일관적으로 적용하고 있다.
- 예전에는 다른 민영방송국에서 한 뉴스 프로그램을 방송할 때가 있었지만 현재는 방송하지 않고 있다.
- 일부 무료 방송 시간 및 프로그램 홍보광고나 일기예보 시간을 제외하면 방송신호에 스크램블처리를 가하고 있으며 1년에 몇 번 WOWOW 비계약자 중 위성방송 수신기기를 소유하고 있는 시청자, 또는 WOWOW를 방송 하고 있는 케이블 텔레비전 방송국에 가입한 시청자의 신규가입 촉진을 목적으로 일정한 시간대만 연속해서 스크럼블 처리를 해지하곤 한다.[2]

## 연혁
- 1984년 12월 25일 - 일본 위성방송 주식회사(약칭：JSB)설립.
- 1989년 11월 - 애칭을 WOWOW로 정한다.
- 1990년 11월 - 방송위성 「유리 3호 a」를 이용해 시험 방송 개시(BS-3 ch).
- 1991년 4월 1일 - 아날로그 본방송 개시(방송 개시 당시 콜사인은 JO33-BS-TV).
  - 24시간 방송을 실시하고 있었지만 「유리 3호 a」의 태양전지에 문제가 있어 3채널 분의 전파를 공급할 수 없는 사태가 일어나 같은 해 5-8월에는 이른 아침·심야 방송을 일부 휴지하고 있었다.
- 1991년 10월 25일 - 같은 해 8월 발사에 성공한 방송위성 「유리 3호 b」를 이용해 BS-5ch로 운용 개시(BS-3 ch와의 병용 동일 방송).11월 17일24:00로서 BS-3ch에서의 방송을 종료하고 BS-5 ch만 사용한다.
- 1997년 - 위성방송국 호출 부호 변경 실시에 의해 콜사인을JO23-BS-TV로 변경
- 1998년 4월 - CS디지털 방송 사업자「디레크TV」에서 「CS-WOWOW 시네프렉스」 「CS-WOWOW 아레나」 방송 개시(1999년 6월 종료).
- 2000년 12월 1일 - 등기상 상호를주식회사 와우 와우로 변경.이 날 11시, BS디지털 「디지털 WOWOW」 본방송 개시(WOWOW는 위탁 방송사업자로서 방송).
- 2002년4월 - 동경 110도 CS방송의 위탁 방송사업자·CS-WOWOW, 「WOWOW PPV」4 채널 등 합계 6 채널을 「플랫·원」에서 방송 개시(2004년 2월말 방송 종료).
- 2003년 1월 6일 - 상호를 주식회사 WOWOW로 등기.
- 2004년 11월 12일 - 동경 110도 CS방송 플랫폼 「WOWOW 디지털 플러스」서비스 개시.
- 2005년 9월 30일 - BS디지털·라디오 방송을 종료.
- 2005년 10월 1일 - 인터넷 라디오방송국 「AZ스테이션」 개시
- 2006년 12월 1일 - CS디지털 방송 플랫폼 「스카이 퍼펙트 TV!(스카이 퍼펙트 커뮤니케이션!)」통해 CS방송 개시(CH 330)
- 2006년 12월 31일 - WOWOW 디지털 플러스 종료
- 2007년 3월 CS-WOWOW, 청산완료를 기점으로 해산
- 2007년 11월 1일 - 아날로그 방송이 위탁 방송 형식으로 이행하면서 방송 면허 폐지.
- 2008년 5월 9일 - 아날로그 디코더 판매 종료에 따라 아날로그 디코더 소유자 재계약. 케이블 TV 또는 스카이퍼펙을 통한 가입을 제외한 아날로그 WOWOW 신규가입접수 종료.
- 2011년 5월 31일 - 이날을 끝으로 아날로그 WOWOW 신규 가입 접수 완전 종료 .
- 2011년 7월 24일 - 이날 정오를 기점으로 아날로그 WOWOW(BS 아날로그 방송, 스카이 퍼펙트 커뮤니케이션! · Ch.330) 방송 종료.
- 2011년 10월 1일 - 오전 10시 BS 디지털 방송을 통해 WOWOW PRIME, WOWOW LIVE, WOWOW CINEMA 송출시작

## 채널 내역

### 텔레비전 방송
- BS 아날로그 방송은 BS-5ch, .그리고 CS디지털 방송 스카이 퍼펙 TV!에서는 330 ch로 방송했다.(e2 by 스카이 퍼펙트 커뮤니케이션!에서는 방송안함)
- 디지털 방송은 BS191~193ch를 할당받았으며 가상채널번호는 9번이다.
- BS 191ch(지금의 WOWOW 프라임)은 BS 아날로그 5ch 및 스카이 퍼펙트 커뮤니케이션! 330ch와 동시방송을 했었으며 BS 191ch를 통해 하이비전 방송을 실시하지 않는 시간대는, BS 192(WOWOW2,지금의 WOWOW 라이브), BS 193(WOWOW3, 지금의 WOWOW 시네마)을 사용해 표준 화질 방송 형태로로 3 채널 분할 방송을 실시하고 있었고 4:3 비율 텔레비전을 통해 시청하는 경우 프로그램에 따라 화면비율 식별코드가 있어 4:3으로 확대해 방송된다.
  - 덧붙이자면, BS디지털 개시 당초에는 WOWOW3에서 PPV방송을 하고 있었지만 2002년 개국한 CS-WOWOW(2004년 2월 방송종료)에 이관되면서 종료했다.
- 2010년 6월 1일부터 스카이 퍼펙트 커뮤니케이션!HD(Ch.621·622·623)에서도 디지털 WOWOW를 방송하기 시작했고 2011년 10월 1일부터는 BS 디지털에서도 BS 192, BS 193을 이용해 3채널 방송을 시작했고 이에 따라 각 채널의 애칭을 WOWOW 프라임,WOWOW 라이브,WOWOW 시네마로 변경했다.

#### 콜사인 편력
- 현재 일본의 위성방송국들은 수탁 방송사업자인 방송위성 시스템이 일괄해 위성관리·콜사인을 보유하고 있으며 이에 따라 위성방송국들은 위탁 방송사업자로 방송을 실시하고 있기 때문에 WOWOW 자체 콜사인은 없지만 2007년 10월 31일까지 BS아날로그 방송은 WOWOW가 송신 업무를 실시하고 있었기 때문에 WOWOW 자체 콜사인을 할당받았다. 이 콜사인은 방송 발신 위성 콜사인과는 차이가 났다.

1. 1990년(3호a 사용) JO33-BS-TV ※이때, 위성 디지털 음악 방송과 채널을 공유하고 있어서 JO33-BS－TAM이라는 음성다중방송 콜사인을 보유하고 있었다.
2. 1997년(BSAT-1 사용) JO23-BS-TV ※여전히 디지털 음악방송과 채널을 공유했기 때문에 JO23-BS-TAM1(데이터 방송은 말미 4 문자가 TDM1)이라는 음성다중방송 콜사인을 보유하고 있었다.

### 디지털 한정 서비스
이하는 BS디지털 방송만 제공되고 있는 서비스이다.

#### 데이터 방송
- 서비스 명칭은WOWOWnavi(와우와우 네비).BS 191ch에서는 데이터 연동을 통해 영화의 상세 정보를 제공한다.
- 독립 데이터 방송용인 BS791,792ch를 할당받았다. BS 791ch에서 방송되는 '디지털 WOWOW 프로모' 에서는 동영상이나 문자 정보를 이용한 프로그램 안내 제공은 물론 쌍방향 서비스에 의한 가입 수속도 가능하며 BS 792ch에서 방송되는 'WOWOW 프리미엄 네비'는 인터넷 회선 연결을 통해 보다 자세한 프로그램 안내를 받을 수 있다.[3]

#### 라디오 방송
- 서비스 명칭은WOWOWwave(와우와우 웨이브).491ch(WOWOWwave1：와우와우 웨이브 원)에서는 영화 음악 프로그램이나 엔터테인먼트 정보 프로그램, 히트 차트 프로그램등을, 492ch(WOWOWwave2：와우와우 웨이브 투)에서는 AOR 등 성인 음악 프로그램이나 책 낭독 프로그램, 만담 등을 제공하고 있었지만, 2005년 9월 30일 종료했다.